# Гуревич Григорій Овсійович
Григо́рій Овсі́йович Гуре́вич (Гершон Баданес) (1854—1929) — публіцист і громадський діяч; Консул Данії в Києві (1917-1918).

## Життєпис
Народився у 1854 році в Могилівській губернії. Вступив на юридичний факультет Університету св. Володимира на початку 1870-х. Григорій Гуревич на той час закінчив єврейське комерційне училище в Німеччині. Відвідував університети в Берліні та Відні. Свою літературну діяльність почав співпрацею в німецьких соціалістичних і радикальних газетах, де писав статті про явища російського життя. З 80-х років співпрацював під псевдонімом «Гершон Баданес» із легальним єврейським часописом «Восход», де звернув на себе увагу своєю роботою «Записки відщепенця», з життя емігрантів (1884). У 70-х рр., будучи за кордоном, близько зійшовся з Агароном Ліберманом. І брав діяльну участь в його гуртку. Притягнутий у Берліні до суду за приналежність до революційного союзу, був засуджений до тюремного ув'язнення і вигнання з Прусії на 9 місяців до Великої Британії. Звільнившись, 1879 року Герман Гуревич виїхав до Парижа, де продовжив освіту, вивчав медицину в Парижі та Цюриху. Повернувшись 1883 р. в Росію, відбув тюремне ув'язнення за зв'язки з «Народною волею». 
З 1910 року жив у Києві, де брав діяльну участь в єврейському громадському житті. Захищав інтереси єврейської громади перед київською владою, редагував газету «Вільна єврейська община». З проголошенням Української Народної Республіки він завдяки старим європейським зв'язкам та здобутій у Німеччині освіті комерційного профілю домігся посади данського консула в Києві.